# 救貧法

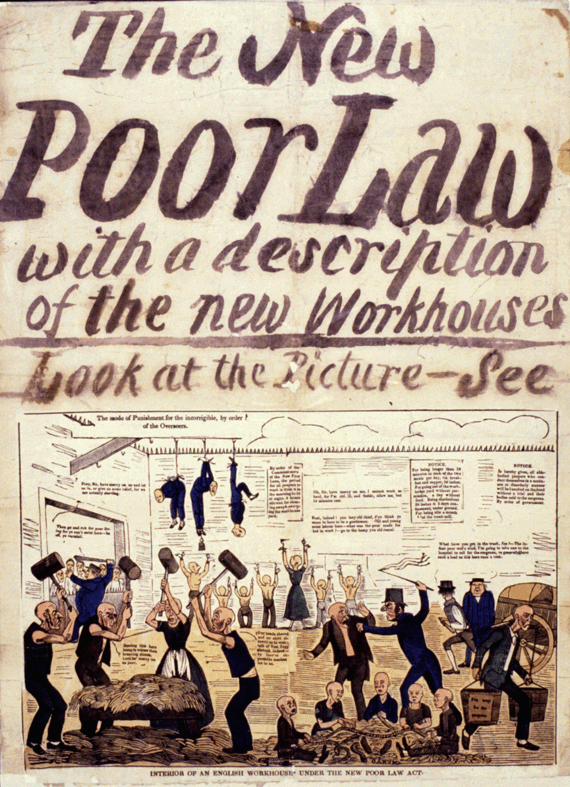
1834年改正の新救貧法による懲治院の実態を批判するパンフレット

イングランドの救貧法（きゅうひんほう、Poor Laws）とは、近世〜現代のイングランドにおいて、貧民増加による社会不安を抑制するための法制をさす。1531年に救貧が始まり、エリザベス救貧法をはじめ幾度も改正が繰り返され、結果的に福祉国家イギリスの出発点となった。イングランド救貧法は近代的社会福祉制度の先駆として模範のひとつとされ、諸外国も福祉制度の導入にあたって参考にした。

## 救貧法以前

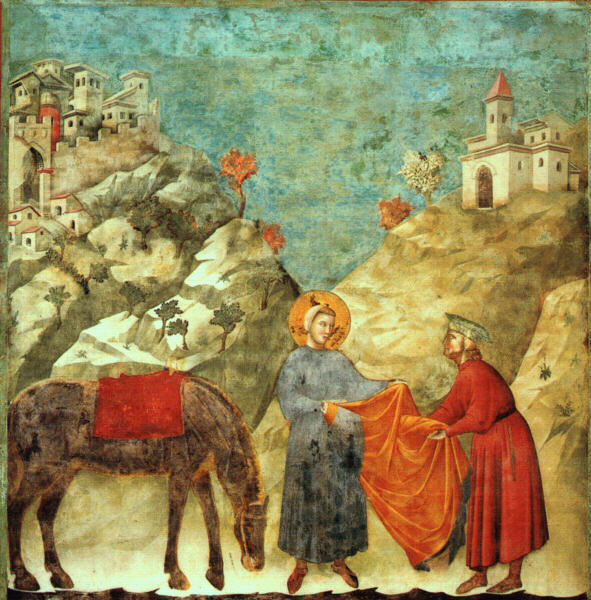
ジオット画『貧民にマントを与える聖フランチェスコ』

救貧法が整備される前、特に宗教改革以前は、救貧は教会の役割であった。修道院やギルドなどで自発的に「貧しき人々」への救済が行われていた。キリスト教の伝統により、貧しいことは神の心にかなうこととされ、そうした人々に手を差し伸べることは善行であった。余裕のある者は、その寛大さを誇示するためにも積極的に自発的救貧を行った。また市民たちは競って貧民に文物を与え、それが市の誇りとされた。まずしい農民には安い地代で農地を提供することも多かった。

### 宗教改革の波及
宗教改革は、こうした救貧のありかたを一変させた。マルティン・ルターは1520年に発表した『ドイツ貴族に与える書』で「怠惰と貪欲は許されざる罪」であり、怠惰の原因として物乞いを排斥し、労働を「神聖な義務である」とした。都市が責任を持って『真の貧民』と『無頼の徒』を峻別して救済にあたる監督官をおくことを提唱した。カルヴァンは『キリスト教綱要』でパウロの「働きたくない者は食べてはならない（新約聖書「テサロニケの信徒への手紙二」3章10節）」という句を支持し、無原則な救貧活動を批判した。こうした思想はイングランドにも持ち込まれ、囲い込みなどによって増えつつある貧民への視線は変わりつつあった。

## 沿革
プロテスタンティズムの流入は、貧しさへの視線を変容させた。貧しいことは怠惰のゆえであり、神に見放されたことを表すという見かたが広がっていった。さらに修道院解散が実施され、収入の多寡にかかわらず高い地代を要求する地主が増えた。貧民は荒野や森林に住みつくか、浮浪者となって暴動をおこすようになった。こうした状況から、救貧行政制度の必要性が意識されるようになった。

### 初期の救貧法

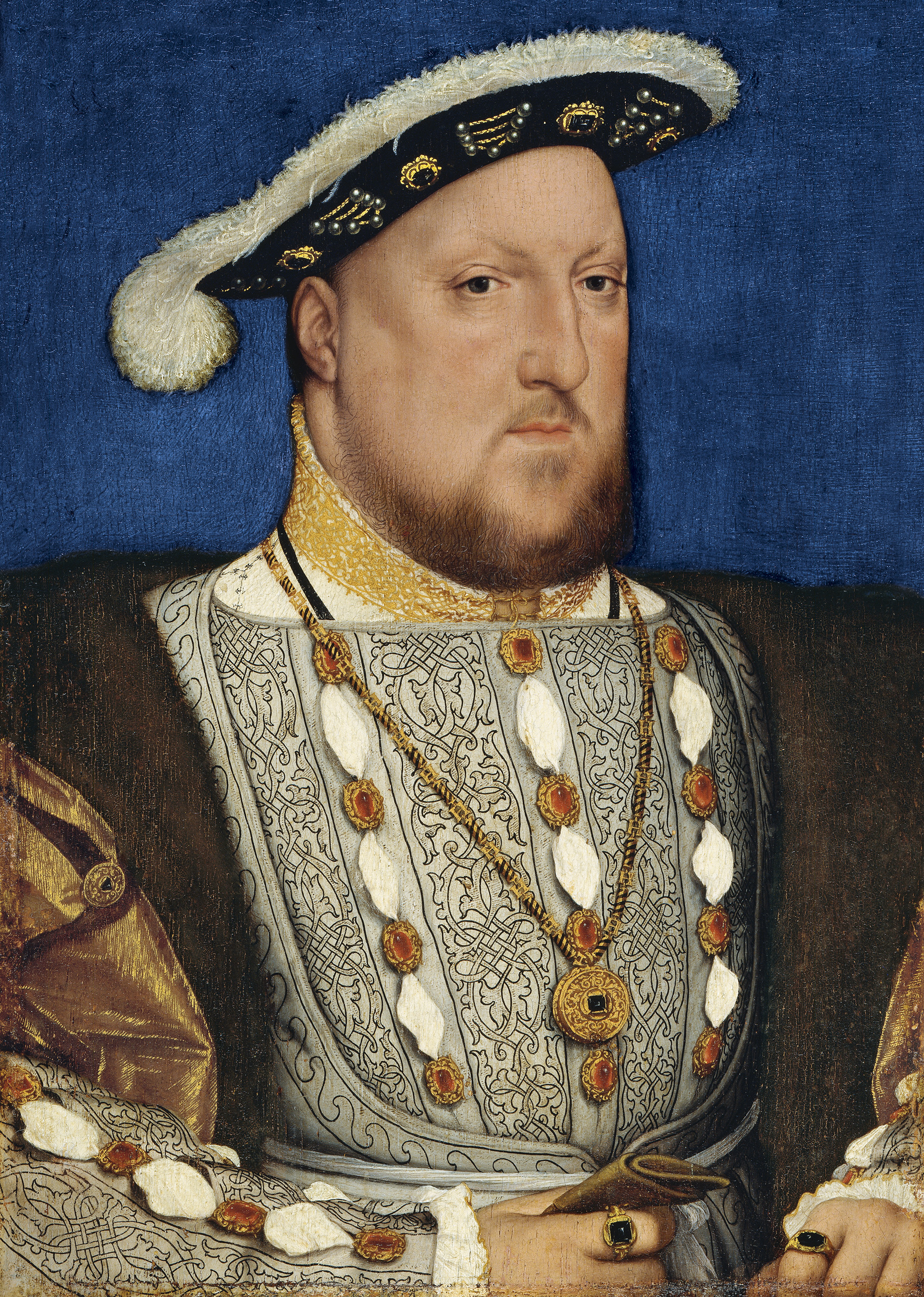
ヘンリー8世

16世紀になると、浮浪者の増加やギルドの支配力低下がおこり、従来の制度が崩れつつあった。これには、農地の囲い込みが行われたためとの指摘もある。ヘンリー8世の時代（1509年-1547年）には浮浪貧民が生きるために盗みをはたらく例が頻発し、72,000人の貧民が死刑に処された。増え続ける貧民は社会問題として、議会でも真剣に討議された。
時の王ヘンリー8世は、こうした社会の変化に対応する必要を感じた。1531年、王令によって貧民を、病気等のために働けない者と怠惰ゆえに働かない者に分類し、前者には物乞いの許可をくだし、後者には鞭打ちの刑を加えることとした。1536年、この王令は成文法化され、これが後の救貧法の端緒とされる。それまでの物乞いを禁止し、救貧の単位を教区・都市ごとに設定した。労働不能貧民には衣食の提供を行ういっぽう、健常者には強制労働を課した。
まもなく健常者貧民への苛烈な待遇が問題視されるようになり、政府は救貧制度の充実をはかった。1572年、健常者貧民への笞打ちなどを禁じ、各教区・都市に救貧監督官をおいた。監督官は貧民の数を把握し、所轄地域から救貧税を徴収した。この制度によって、それまで自発的に寄付されていた救貧費用は強制徴発のかたちをとるようになり、都市・教区によっては救貧税を支払った者に選挙権が付与された。さらにブライドウェル（矯正院）をつくって強制労働の場を作ったり、親のいない子どもを徒弟に出すなどの制度も追加された。

#### ブライドウェル
矯正院はブライドウェル宮殿を転用してロンドンに作られた。これが広まって各地にも同様の施設ができ、ブライドウェルと呼ばれるようになった。羊毛や鉄などを蓄え、貧民を収容して厳格な規律のもと労働にあたらせた。労働の対価として賃金も与えられたが、その労働環境は苛酷で、労働を拒否する者や脱走者があとを絶たなかった。この苛酷さは時を経るにつれてエスカレートしてゆき、刑務所と区別がつかなくなっていった。この処遇もまた社会問題となり、17世紀から18世紀初頭にかけてブライドウェルは廃止されることになった。

#### 健常貧民と労働不能貧民
救貧行政においては、各々の貧民が労働可能な状態かどうかを判断しなければならなかった。しかし分類方法のガイドラインは存在せず、救貧監督官の裁量に委ねられた。したがって地域によって判断基準はまちまちとなり、ある教区では9割以上が不能貧民であったり、また別の教区では2,3人の例外を除き可能貧民とされたりした。こうした恣意的区分は20世紀初頭まで続いた。

### エリザベス救貧法（旧救貧法）

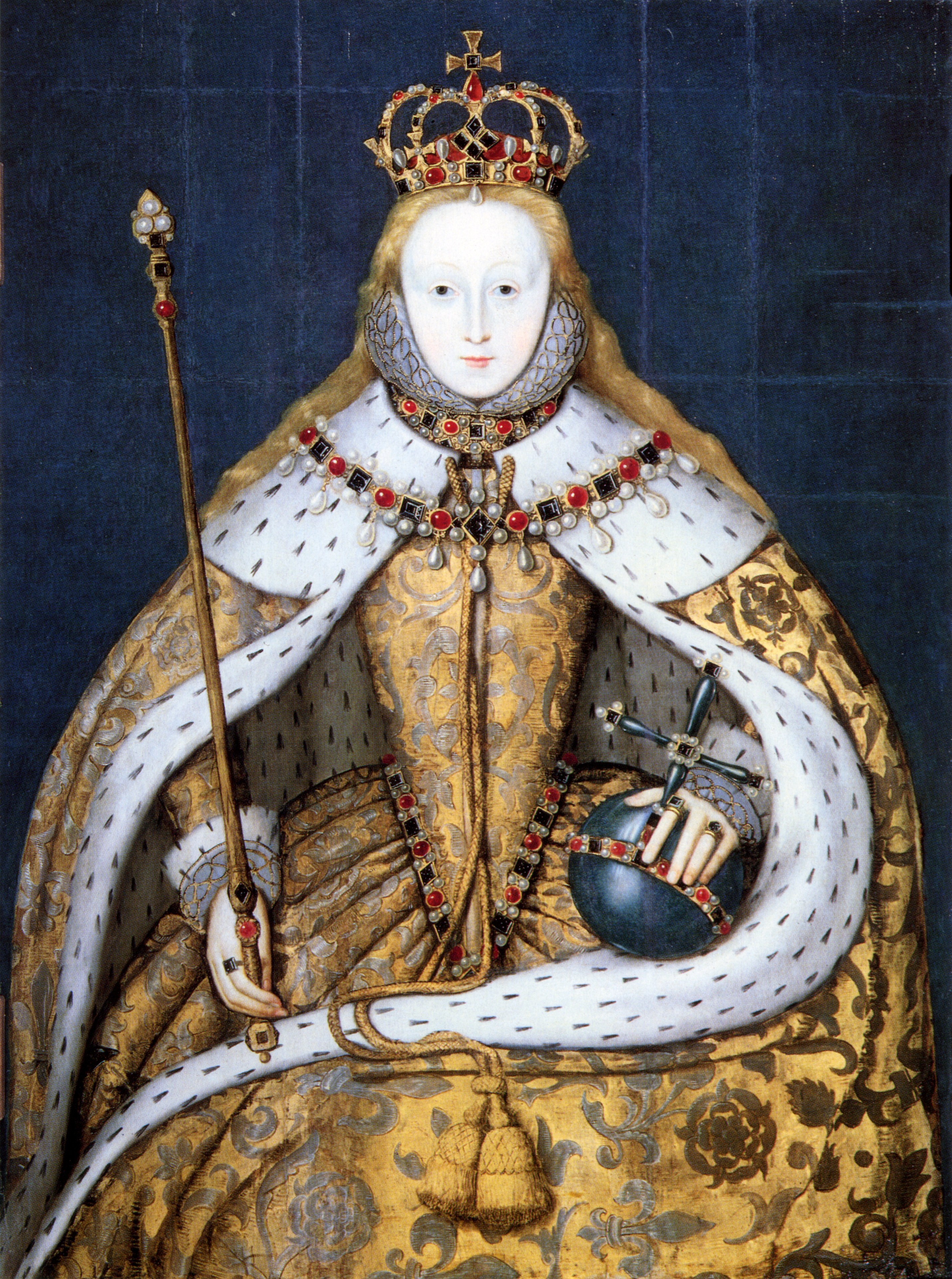
エリザベス1世

救貧行政は各地方が個別に行っていたが、手に余る教区・都市も出始めていた。そこで1597年には、最初の総合的な救貧法(Act for the Relief of the Poor 1597)が制定され、1601年にエリザベス救貧法として知られる救貧法改正がなされた。この制度は17世紀を通じて救貧行政の基本となり、近代社会福祉制度の出発点とされている。その骨子は以下のようになっていた。
枢密院（Privy Council、中央行政機関）
┗治安判事（justice of the peace、地方行政を司る。無給の名誉職）
┗救貧監督官（overseers of the poor、2-4名。無給の名誉職で救貧の実務官）
監督官は救貧税を徴収し、税は以下の費用に割り振られた。
1. 労働不能貧民の救済費
2. 強制労働させる懲治院の維持費
3. 徒弟に出す子どもの養育費

エリザベス救貧法(en)の特徴は、国家単位での救貧行政という点にあった。エリザベス以前の救貧行政は各地の裁量に委ねられていたが、この改正によって救貧行政は国家の管轄となった。以降、救貧は中央集権化を強めていった。イングランド内戦がおこると一時的に機能麻痺に陥ったが、1662年の小規模の改正によって立て直された。
この救貧法は現代社会福祉制度の出発点と評価されるいっぽう、法の目的は救済ではなくあくまで治安維持にあった。したがって貧民の待遇は抑圧的でありつづけ、懲治院は強制収容所・刑務所と変わらない状態にあった。ときには健常者と病気を持つ者を分け隔てなく収容し、懲治院内で病気の感染もおこった。こうした待遇から脱走や労働拒否を試みる貧民はあとを絶たず、一定の社会的安定をもたらす効果はあったものの、根治には至らなかった。このような貧民行政への底辺の不満が、清教徒革命において過激なかたちで噴出したとも指摘されている。

### 18世紀の救貧法改正
18世紀の中ごろから、キリスト教的側面とは違って、世俗的博愛意識がイングランド中産階級に広がっていった。かれらは積極的に病院などに寄付し、そうした行為がジェントルマンとしてのステイタスのひとつとなった。この風潮のなかで懲治院の劣悪な環境が注目され、さまざまな改革が行われた。その代表的なものが、ギルバート法およびスピーナムランド制度とよばれるものである。

#### ギルバート法
ギルバート法は、懲治院の機能を縮小し、健常者には自宅で仕事を与えるという方針転換がなされた。これは、教区のいくつかが実験的に導入した制度が結果的に失敗に終わったことに端を発していた。
17世紀末ブリストルで、複数の教区・都市が連合して懲治院を建設し、救貧行政を行う制度を実施した。ブリストルの実験制度じたいは成功し、治安の改善や貧民の独立がみられた。この制度はイングランド各地にひろがり、中央でも懲治院実験法を制定して全国的に広めようとした。しかし懲治院の居住環境がさらに悪化して伝染病の温床となるなど弊害がおこった。
そこで1782年、トマス・ギルバート下院議員が提唱した救貧法の改正が議会を通過した。通称ギルバート法とよばれるこの法は、救貧連合を認めるいっぽう、懲治院には老人・病人のみを収容することと改められた。健常者貧民には院外救済として自宅で仕事を与えた。

#### スピーナムランド制度
1795年に始まるスピーナムランド制度は、物価連動制の院外救貧制度である。パンの価格に下限収入を連動させ、働いていても下限収入を下回る家庭には救貧手当が支給された。これはフランス革命の影響から物価が高騰するいっぽう、収入は増えず困窮する農民・市民が続出したためである。バークシャー州スピーナムランド村の治安判事は貧民の窮状を見かねて、対策を協議した。その結果、ギルバート法の院外救済の制度を拡大解釈し、パンの価格をもとに基本生活費を算出した。この基本生活費に収入が届かない家庭には、その差額分を補填した。

### 新救貧法

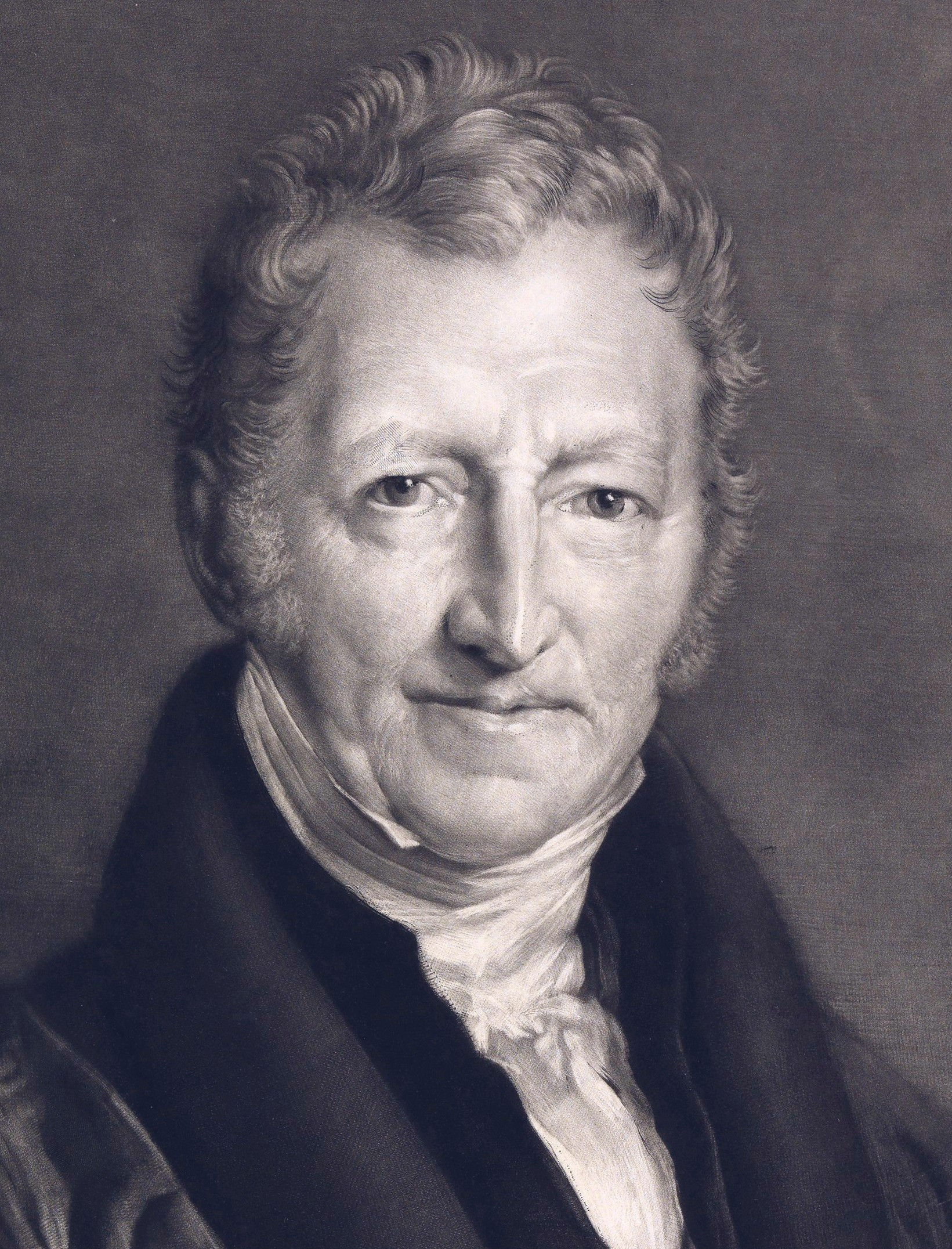
トマス・ロバート・マルサス

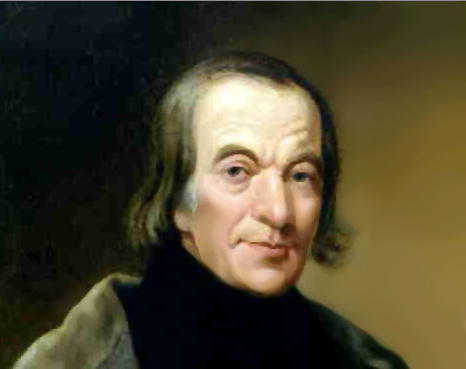
ロバート・オウエン

19世紀に入って自由主義思想、古典派経済学が主流になると、救貧制度にも影響を及ぼした。ギルバート法・スピーナムランド制度への批判やトマス・ロバート・マルサス などの思想的背景から、福祉費用は削減される方向へ向かった。こうして成立した1834年の新救貧法の骨子は以下のようになっている。
- 議会から独立した救貧法委員会を設置し、救貧行政にあたる。
- 教区（15,000）ごとの救貧を改め、教区連合（600）ごとに救貧を行う。
- 院外救貧[4] を全廃し、懲治院による救貧のみとする。
- 救済は「最下級の労働者以下」の待遇とする。

こうした諸改革の結果、救貧税は劇的に抑制することに成功した。フリードリヒ・エンゲルスは「最も明白な、プロレタリアートに対するブルジョワジーの宣戦布告」とこき下ろしたが、当時は救貧法に甘える貧民たちに対する反感が勝っていた。懲治院は史上最悪の環境となり、折しも広がっていたロバート・オウエンなど社会主義思想の影響からチャーティズムが広がった。イギリス全土におよぶ貧民・労働者の暴動という事態を招き、資本家と労働者の対立を激化させることになるなど、結局は新救貧法も悪化をたどることとなった。

### 廃止への動き
新救貧法体制への批判は徐々に強まっていった。産業革命後の労働者の窮状や、懲治院で骨をかじる貧民の姿がパンフレットを通じて広まると、19世紀後半には人道的側面および社会主義思想から異議が申し立てられた。これを受けて懲治院の待遇はある程度改善され、救貧法委員会も廃止された。しかし基本的な路線は新救貧法の方針が継承された。貧民の生活改善に取り組んだのは、もっぱら慈善組織協会（COS）をはじめとする私的な団体であった。
しかし一方で、貧民が潜在的に労働者となりうることも認識されてきていた。こうした考え方から20世紀の戦間期、特に世界恐慌の余波を受けて福祉制度が充実された。これをひとつの契機に、イギリスで社会主義思想が大きく支持を集めて労働党が躍進した。救貧法が最終的に廃止されるのは、労働党が政権を担った戦後、アトリー政権での1948年の国民生活扶助法成立(en)によってであった。

## 世界への影響
重商主義・資本主義の浸透は、同時に貧民の発生をも意味していた。ヨーロッパ各国は当初これを弾圧していたが、エリザベス救貧法の思想、すなわち貧民をある程度救済することによって社会秩序が保たれうるという根本思想はビスマルクのもとドイツなど各国で導入され、貧民や労働者の生活改善策が実施された。
いっぽうで民主主義思想の浸透にともない、生存権への関心も高まっていった。フランスでは1791年憲法が発布され「孤児を養育して病弱な貧民を助け、健常な失業者に労働を与えるために、公的救済の一般的施設が設立され、組織される」と規定された。さらに1793年憲法では「公的救済は神聖なる負債である」と踏み込んだ表現になった。ドイツにおいても、ヴァイマル憲法（1919年）を嚆矢とする社会保障制度が整えられた。
日本において救貧法と同種の初めての統一的法令は、明治7年（1874年）の恤救規則であった。また昭和4年（1929年）には救護法、戦後には生活保護法が成立し、生存権の法整備が進められた。